# Okręg wyborczy King’s Lynn
Okręg wyborczy King’s Lynn powstał w 1298 r. i wysyłał do angielskiej, a następnie brytyjskiej, Izby Gmin dwóch deputowanych. W 1885 r. liczbę mandatów przypadających na okręg zmniejszono do jednego. Okręg położony był w hrabstwie Norfolk. Został zlikwidowany w 1974 r.

## Deputowani do brytyjskiej Izby Gmin z okręgu King’s Lynn

### Deputowani w latach 1298–1660
- 1555: Nicholas L’Estrange
- 1559: Thomas Hogan
- 1563–1567: Richard L’Estrange
- 1563–1567: Robert Bell
- 1580–1581: John Peyton
- 1601: Robert Mansell
- 1604–1611: Thomas Oxburgh
- 1604–1611: Robert Hitcham
- 1621–1622: Matthew Clerke
- 1621–1622: John Wallis
- 1640–1644: John Perceval
- 1640–1653: Thomas Toll
- 1646–1647: Edmund Hudson
- 1649–1653: William Cecil, 2. hrabia Salisbury
- 1654–1659: Philip Skippon
- 1654–1656: Guybon Goddard
- 1656–1659: John Desborough
- 1659: Griffith Lloyd
- 1659: Thomas Toll
- 1659–1660: William Cecil, 2. hrabia Salisbury

### Deputowani w latach 1660–1885
- 1660–1661: Ralph Hare
- 1660–1668: Edward Walpole
- 1661–1670: William Hovell
- 1668–1679: Robert Wright
- 1670–1673: John Coke
- 1673–1675: Francis North
- 1675–1679: Robert Coke
- 1679–1681: John Turner
- 1679–1689: Simon Taylor
- 1681–1685: Henry Hobart
- 1685–1702: John Turner
- 1689–1690: Sigismund Trafford
- 1690–1695: Daniel Bedingfeld
- 1695–1738: Charles Turner
- 1702–1712: Robert Walpole, wigowie
- 1712–1713: John Turner
- 1713–1742: Robert Walpole, wigowie
- 1739–1774: John Turner
- 1742–1747: Edward Bacon
- 1747–1757: Horatio Walpole, wigowie
- 1757–1768: Horace Walpole
- 1768–1784: Thomas Walpole
- 1774–1790: Crisp Molineux
- 1784–1809: Horatio Walpole
- 1790–1822: Martin Browne
- 1809–1822: Horatio Walpole, lord Walpole
- 1822–1824: William Cavendish-Scott-Bentinck, markiz Titchfield
- 1822–1831: John Walpole
- 1824–1826: William Cavendish-Scott-Bentinck, markiz Titchfield
- 1826–1828: lord William Bentinck, wigowie
- 1828–1848: lord George Bentinck, Partia Konserwatywna
- 1831–1835: lord William Pitt Lennox, wigowie
- 1835–1842: Stratford Canning, Partia Konserwatywna
- 1842–1854: Robert Jocelyn, wicehrabia Jocelyn, Partia Konserwatywna
- 1848–1869: Edward Stanley, lord Stanley, Partia Konserwatywna
- 1854–1865: John Henry Gurney, Partia Liberalna
- 1865–1868: Thomas Fowell Buxton, Partia Liberalna
- 1868–1885: Robert Bourke, Partia Konserwatywna
- 1869–1880: Claud Hamilton, Partia Konserwatywna
- 1880–1885: William Hovell Browne, Partia Liberalna

### Deputowani w latach 1885–1974
- 1885–1886: Robert Bourke, Partia Konserwatywna
- 1886–1892: Alexander Weston Jarvis, Partia Konserwatywna
- 1892–1906: Thomas Gibson Bowles, Partia Konserwatywna
- 1906–1910: Carlyon Bellairs, Partia Liberalna, od 1909 Partia Konserwatywna
- 1910–1910: Thomas Gibson Bowles, Partia Liberalna
- 1910–1918: Holcombe Ingleby, Partia Konserwatywna
- 1918–1923: Neville Jodrell, Partia Konserwatywna
- 1923–1924: George Woodwark, Partia Liberalna
- 1924–1935: Maurice Roche, 4. baron Fermoy, Partia Konserwatywna
- 1935–1943: Somerset Arthur Maxwell, Partia Konserwatywna
- 1943–1945: Maurice Roche, 4. baron Fermoy, Partia Konserwatywna
- 1945–1951: Frederick Wise, Partia Pracy
- 1951–1959: Ronald Scott-Miller, Partia Konserwatywna
- 1959–1964: Denys Bullard, Partia Konserwatywna
- 1964–1970: Derek Page, Partia Konserwatywna
- 1970–1974: Christopher Brocklebank-Folwer, Partia Konserwatywna